# 대신고등학교 (경기)
대신고등학교(大神高等學校)는 대한민국 경기도 여주시 대신면 후포리에 있는 사립 고등학교이다.

## 학교 연혁
- 1953년 4월 30일 : 재단법인 대신학원 설립
- 1953년 7월 14일 : 대신중학교 설립 인가(6학급, 초대 임세흥 교장 취임)
- 1955년 2월 16일 : 대신농업고등학교 설립인가(농과 3학급, 축산과 3학급)
- 1964년 1월 24일 : 학교법인 대신학원으로 교칙 변경
- 1971년 12월 21일 : 대신종합고등학교로 교명 변경
- 1972년 8월 12일 : 대신고등학교로 교명 변경
- 1980년 8월 30일 : 본관 2층 완공
- 1999년 2월 19일 : 제5대 임희창 교장 취임
- 2002년 10월 19일 : 다목적 체육관 준공
- 2005년 7월 2일 : 기숙사 준공
- 2009년 5월 7일 : FC여주 대신고 축구부 창단
- 2009년 12월 25일 : 급식소 신축
- 2010년 10월 1일 : 학교 인조잔디구장 개장
- 2011년 6월 14일 : 대신고등학교 남녀공학 확정
- 2012년 6월 23일 : 과목집중형 교과교실제(수학,영어) 선정(고등학교)
- 2015년 2월 12일 : 대신고등학교 제58회 졸업(누계 고등학교 6,743명)
- 2016년 12월 20일 : 여학생 기숙사 준공
- 2018년 6월 4일 : 여학생 기숙사 도서실 증축
- 2018년 7월 27일 : 임희창 교장 정년퇴임 및 이사장 취임
- 2019년 2월 12일 : 제6대 김세흠 대신고등학교 교장 취임
- 2022년 3월 1일 : 경기도교육청 혁신학교 운영
- 2023년 12월 28일 : 중학교 제71회 24명 졸업
- 2023년 12월 28일 : 고등학교 제67회 79명 졸업

## 참고 자료
- 대신고등학교 - 한국교육학술정보원 학교알리미